# 羽田事件
羽田事件（はねだじけん）とは、1967年（昭和42年）10月8日と11月12日に、日本東京都大田区で佐藤栄作内閣総理大臣の外国訪問阻止を図った新左翼と東京国際空港（以下、羽田空港）を防衛する機動隊が衝突した事件である。新左翼側はこの事件を羽田闘争と呼び、特に10月8日の第一次羽田闘争を10.8（ジッパチ）と称して特別視している。
この事件で確立した、ヘルメット（ゲバヘル）に角材（ゲバルト棒）という武装闘争の装いや党派ごとに運動に参加するという行動様式は、1970年台前半にかけての新左翼党派による実力闘争（暴動）に引き継がれていく。

## 第一次羽田事件

### 経過
佐藤内閣は、米軍による日本国内にある軍事基地や野戦病院などの使用を黙認することでベトナム戦争でのアメリカの軍事行動を間接的に後方支援していた。一方、北爆による民間人被害の拡大やアメリカ国内での反戦運動の高まりを受け、1965年4月にベ平連が発足するなど、戦争協力に対する批判は急進的な学生だけでなく市井にも広まりを見せていた。
そのような最中、佐藤首相による第2次東南アジア訪問が決まった。訪問先にはベトナム戦争の当事国であるベトナム共和国（南ベトナム）も含まれていたことから、学生を中心とする新左翼各派は日本によるベトナム戦争への支援及び加担の阻止を名分に「佐藤首相ベトナム訪問阻止闘争」のキャンペーンを展開した。
佐藤首相の外遊初日は1967年10月8日を予定しており、新左翼各派約2300人は前日からそれぞれの拠点に泊まり込み、角材やヘルメットで武装して翌日の行動に備えていた。このうち中核派が結集していた法政大学に対しては麹町警察署長が注意を促し、学生部長から善処する旨の返答があったが、大学側の対処としては構内での乱闘をしないことを確認したのみで、武装解除等の成果はなかった。
翌8日、各派は拠点を羽田空港に向けて出発し、そのうちの一部が鈴ヶ森出入口から首都高速羽田線に乱入した。集団は投石や角材により警察部隊を攻撃しつつ羽田空港を目指し、殴り倒した機動隊員を高架から投げ落とそうとするなど暴力的であった。集団は誤って空港と逆方向に進んだが、空港にたどり着かないことから、前方を行く退却する機動隊員に空港はどっちか問うと反対方向だと返答された。しかし学生は、機動隊の言葉を空港から遠ざけるための嘘と疑い、通りかかった観光バスを止めて乗っていたバスガイドに道を確認して漸く誤りに気づいたが、増援の機動隊に追いつかれて高速道路を降りて再度空港へ向かった。
一方、残りの勢力は一般道路から空港を目指したが、空港の入口となる海老取川に架かる3つの橋（穴守橋・稲荷橋・弁天橋）に車両や有刺鉄線によるバリケードを築いて封鎖していた警視庁の機動隊と行き当たった。新左翼各派はこの阻止線の強行突破を試み、付近の歩道の敷石を剥がしてこれを砕いて投石を行うとともに、棍棒や角材を用いて機動隊を襲撃した。機動隊も即座に警棒で応戦したが、現在に比べて装備が貧弱であった機動隊は、激しい投石を受けて橋の上に並べて配置していた車両（阻止車両）を盾に後退を余儀なくされた。
機動隊は、放水警備車からの放水による防戦を継続したが、殺到する集団を防ぎきれず、学生らは阻止車両に取り付いた。梯子で警備車の屋根に上った者や橋の袂にいる者からの投石を一方的に浴び、後退した機動隊は更に多くの負傷者を出すこととなった。なお、この様子を取材していた外国人記者らに対しても「あいつはアメリカ人じゃないか!」と叫ぶ学生らから投石が行われた。橋から転落する者も出る激しい攻防が行われていた最中、弁天橋において機動隊員が退避した警備車兼給水車がキーを差したままになっているのを見つけた学生がこれに乗り込み、周囲の警備車を押しのけて空港への突入口を開こうと暴走させた。午前11時27分ごろ、中核派の京都大学学生である山崎博昭が学生らが後退した橋に倒れているのを警官らが発見。警官3人が抱き上げて、救急車まで搬送したが、死亡が確認された。
死者が出る事態を受け一時休戦となり、しばらく海老取川を挟んで双方対峙したが、午後1時15分に機動隊から催涙ガス使用の旨警告が出され、同20分に催涙ガス弾を投擲し、ひるんだ学生らに対し機動隊が警棒で次々と逮捕・排除していった。学生らは午後2時半から近くの公園で抗議集会を開き、午後3時過ぎに現場は沈静化した。日本の警察が催涙ガスを使ったのは血のメーデー事件、60年安保闘争に次いで3回目であった。

### 結果
機動隊は羽田空港の防衛自体には成功し、佐藤首相は予定通り午前10時半頃に、外遊に向けて特別機で羽田空港を飛び立った（なお、その時間帯に最も激しい攻防が行われていた）。一方で警察側の損害は甚大であり、「スチューデント・パワー」が示されたことで、各地の新左翼党派の士気を高めることとなった。
この事件で、学生多数を含む58人が公務執行妨害、凶器準備集合等の現行犯で逮捕され、最終的に全学連の秋山勝行委員長 など75人が検挙された。

### 被害
学生17人、警察官840人、一般人5人が重軽傷を負った。また、ガソリンスタンドから強奪したガソリンによる放火等により、警察車両7台が使用不能となり、3台余りが大破した（損害額は凡そ5,000万円）。
一般民家26世帯も被害を被った。被害にあった住民らからは「佐藤さんはなぜ（外遊に）行ったんだ、そのためにこうなったのだ、ヘリコプターで行ったらいいじゃないか、それより以上になぜデモを許したのだ、デモを許すからこうなったんだ、二度と再びこんなことを繰り返してくれるな」等と悲痛な叫びを挙げたという。
これらの被害について、はじめ東京都に賠償請求が行われたが「民事上の責任はない」として却下された。一方、日本国政府からは警備上催涙弾などによって迷惑をかけたとして見舞金が支払われた。

## 第二次羽田事件

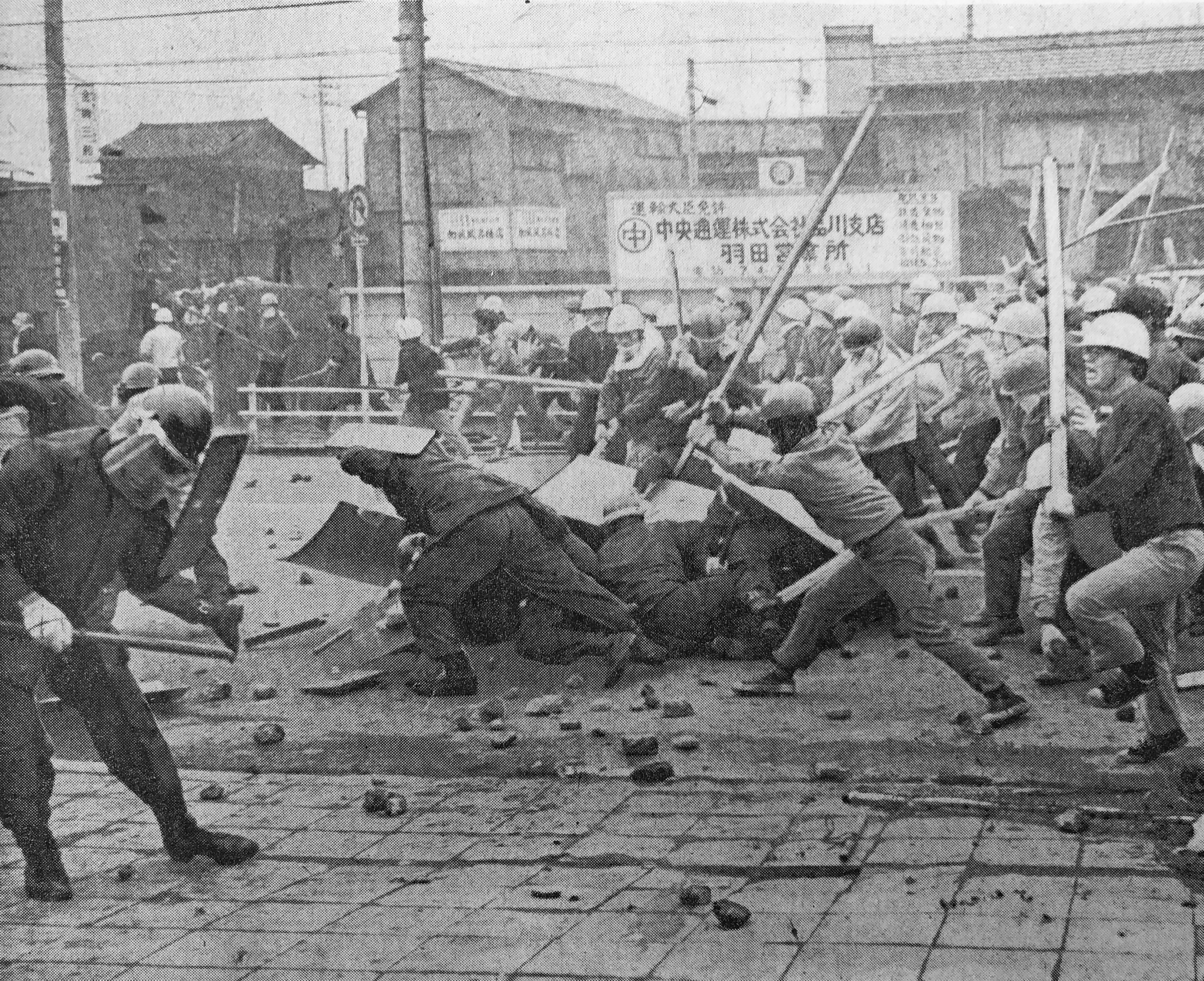
京浜急行電鉄大鳥居駅付近における警官隊との衝突（1967年11月12日）

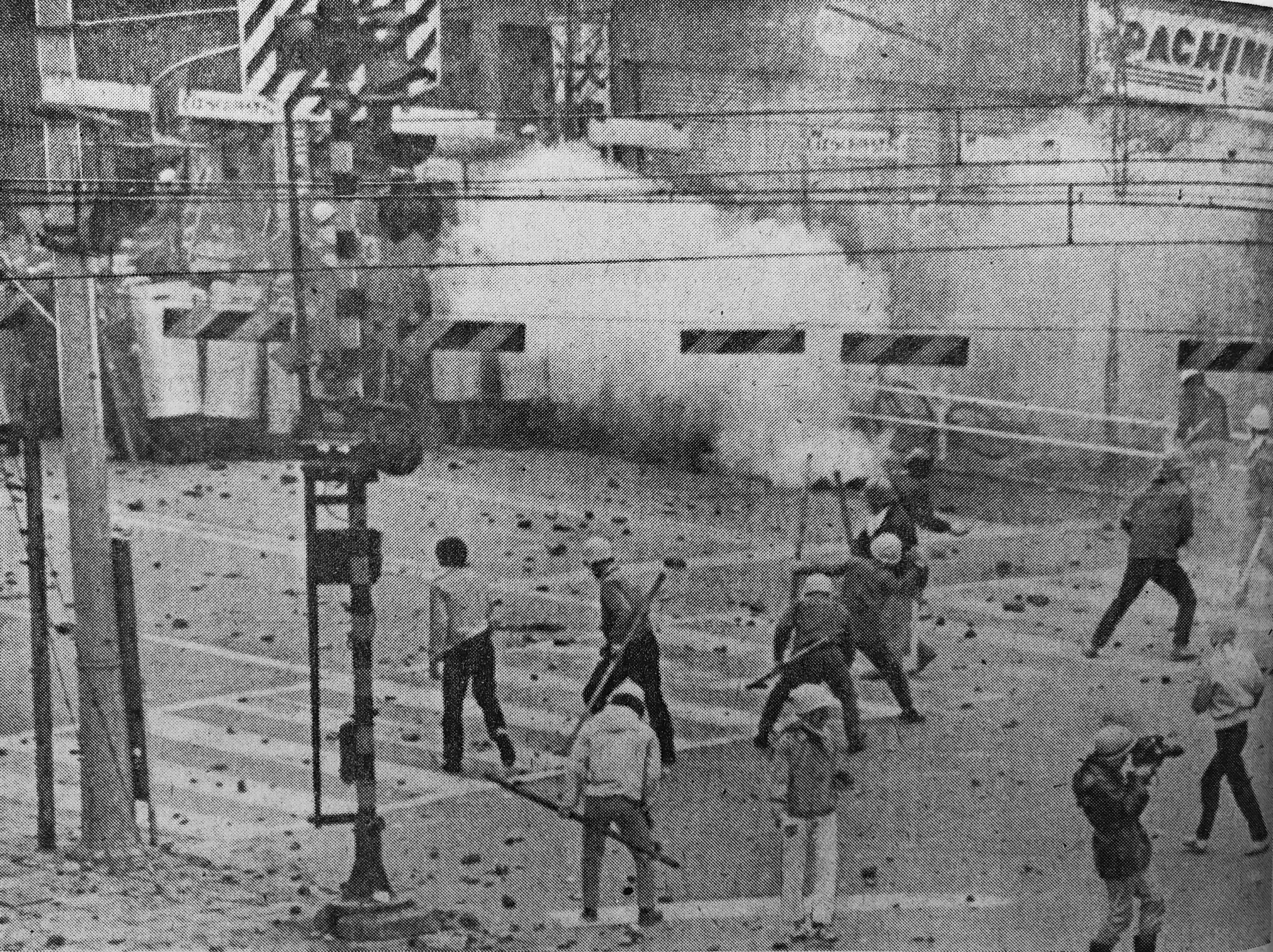
京浜急行電鉄大鳥居駅付近における警官隊との衝突（1967年11月12日）

同年11月12日に、佐藤首相がアメリカを訪問することとなり、新左翼各派は再び首相訪米阻止を掲げて行動を起こした。
同日、三派全学連の約2,300人が東京大学教養部から、革マル派の400人が早稲田大学から、それぞれ前回同様に角材やヘルメットで武装して出立し、午前10時40分頃に京浜急行電鉄の電車に無賃乗車して羽田に向かった。
新左翼各派は京急本線の京浜蒲田駅（現京急蒲田駅）に集合し、徒歩で道路いっぱいに広がりながら、シュプレヒコールを上げて羽田空港に向けて出発したが、産業道路に阻止線を張っていた機動隊と大鳥居駅付近で接触した。新左翼は阻止線を突破するために丸太を抱えて機動隊に突入した他、京急穴守線のバラスト軌道で集めた砕石や牛乳屋から持ち出した牛乳瓶を投げつけた。
付近は大混乱に陥ったが、今回も機動隊は催涙ガスを用いてこれを鎮圧した。公務執行妨害罪及び凶器準備集合罪で、前回を上回る333人が現行犯検挙された。
前回の反省を踏まえて強化された機動隊に三派全学連は鎮圧された格好であったが、この日の衝突では第一次に比べて学生側に同情的な報道が見られた。

## 羽田事件が与えた影響
- 第一次羽田事件後、秦野章警視総監は以下のように語り、事件に対する怒りと今後は学生らに対し厳しい取り締まりを行う決意を表明した[8]。

- 第一次羽田事件は、機動隊に大盾が装備されておらず、投石や角材による殴打で多数の機動隊員が負傷したことをきっかけに、軽合金製の大盾の装備化が急速に進められることとなった。
- 第一次羽田事件は、新左翼が単独で起こした初の暴力デモであり、60年安保闘争での樺美智子以来となる死者[注釈 8]を出しながら新左翼と機動隊の間で激しい攻防が行われる大事件となった。一方、革新政党の日本共産党は同じ日に多摩湖畔で安穏と赤旗まつりを開催していた。共産党は機関紙赤旗で「一部暴力学生集団の挑発」と実力闘争を批判するが、「闘う新左翼、闘わない既成左翼」という印象が当時の学生に流布された結果、新左翼の過激な闘争が、この後の日本の学生運動の中で支持を広げることとなった[14]。
- この闘争は新左翼の間で範とされ、以後各地で実力闘争（暴動）が頻発することになった。特にこの事件で初めて本格的に登場したゲバヘルとゲバ棒のスタイルは以降の新左翼による実力闘争に引き継がれ、公権力との暴力の応酬をエスカレートさせるきっかけとなり、70年安保闘争や三里塚闘争等にも飛び火していくこととなる。
- 羽田事件から翌年4月の沖縄デー闘争までの七ヶ月間は、新左翼による大規模な実力闘争がいくつも行われ、「激動の七ヶ月」と呼ばれる。この間に新左翼のデモのあり方は、前述のヘルメット・ゲバ棒の定着をはじめ、大きく変化した[1]。
- 羽田事件から1971年末までの間に、日本の警察は新左翼による実力闘争の沈静化のために、殉職者6人[注釈 9] と負傷者1万8,784人の犠牲を払うことになる[15]。

## その他
- 第一次羽田事件で、警備車両の下から引きずり出され、警察官に「学生が学生を殺したんだぞ」と言われた血まみれの学生は、「革命は暴力だ。しかたがない」と答えた[6]。
- 第一次羽田事件での警備の最高責任者であった後藤信義警視庁警備部長は、事件の反省点として「学生排除のタイミングをうまくつかめなかったし、こんな過激な行動を予想できなかった」「（首相が出発するまで警備側は）ただじっとがまんしていただけで、少し待ちすぎた感じだった」と述べた[16]。
- 第一次羽田事件後、学生らの出撃拠点の一つとなっていた日本社会党は「首相の出発に抗議して行われた学生のデモに対して、政府、警察はかつてない弾圧を加えた。責任はすべてアメリカのベトナム戦争協力を深めつつある佐藤内閣が負うべきもので我等は断固政府の責任を追及し抗議する。佐藤内閣は責任をとってすみやかに総辞職すべきである」との声明を出したが、福田赳夫自民党幹事長から「学生運動の行過ぎに対し、社会党のようにこれを支援、激励するがごとき政党のあり方について反省を求めたい」と批判されたほか[17]、事件に対する世論の非難の高まりを受け、「学生の暴力を社会党が支持したようにとらえられるのは、心外だ」との書記長談話を発表するなど、学生運動に対する基本方針を見直さざるを得なくなった[18][19]。共産党も、青年学生部長が「学生運動なんてものじゃなく、反共、反民主主義の暴力ヤクザ集団なのだ」と三派全学連を批判した[18]。佐藤首相は日記に「出発の際の羽田事件は各紙筆を揃えて学生の行きすぎを非難し、社会党の声明もこの学生を応援しただけに、これ亦大変マイナス。今の処幸運にめぐまれたかたち。三里塚空港の実測（10月10日に行われた測量杭打ち）も、羽田事件が我が方有利に働き、第一次を無事に終了」と綴っている[20]。
- 第一次羽田事件後の10月18日に開催された地方行政委員会にて、警察庁次長であった後藤田正晴が、本件での投石による被害が大きかったことから、歩道の敷石をやめてアスファルト舗装やコンクリート舗装にすることで学生が投石に用いる石を手に入れられないようにすることを発案している[2]。このアイディアは東大安田講堂事件の後に実行に移され、秦野章警視総監の指示によって神田地区一帯の敷石を剥がしたところ、東大奪還を企図していた新左翼党派は警察の目論見どおりに投石を行うことができず、効果を発揮した。その直後にこの「敷石一掃作戦」は閣議でも了承され、都内大学と主要駅周辺歩道の国道26万9000平方メ－トル、都道83万3000平方メ－トル、区道27万9000平方メ－トルのコンクリート平板敷石がアスファルト舗装に置き換えられることとなった[21]。近年は再び敷石による歩道が普及してきたが、日本国内にアスファルト舗装の歩道が多いのはこのためである。
- 第一次羽田事件で負傷した機動隊員が、妻から危険な機動隊の仕事を辞めるよう懇願されたときに「私はこの使命に生きておる、私たちがやらなければだれがやるのだ。かりにこういう過激な運動がこのまま続くとすれば、かりに右翼の学生等が、あるいは自衛隊等々が、国会は何をやっているのだ、政府は何をやっているのだ、いまの姿でいいのかということで、もし立ち上がったとしたならば、日本国内にほんとうに忌まわしいことが予想されるのではないか」と述べたエピソードを、同じ地方行政委員会で中村喜四郎が紹介している[2]。
- 羽田事件では民間の警備会社にも出動が要請され、警備を請け負った国際警備（現・KSP）は、大学の相撲部長や応援団に頼んで体育会系大学生をかき集めるなどして800人を動員した。そのうちの100人ほどが負傷し、その多くが病院に運ばれた[22]。
- 第一次羽田事件当時に在香港日本国総領事館領事であった警察官僚の佐々淳行は、この事件で警察部隊が大量に負傷者を出したことに香港警察の英国人幹部から「警視庁は三万人の規模だというが、一日千人ずつ怪我させていくと何日持つかね？」と皮肉られ、「暴徒鎮圧に催涙ガスの使用は世界の常識。なぜ催涙ガス使用に踏み切らないのか。国会や世論を恐れて警察の上級幹部は下級警察官を犠牲にして決断の責任を免れている」と高橋幹夫警備局長や土田國保刑事部長らに書き送り、翌年警備第一課長に採用されている[23]。
- 第一次羽田事件には三里塚芝山連合空港反対同盟の青年たちも参加しており、学生らの"活躍"は成田空港反対派に強いインパクトを与えた。学生らの武装闘争は、直後に発生した測量クイ打ち阻止闘争で、早々に座り込みをやめて警察との衝突に加わらなかった日本共産党の姿と対比され、同年の三里塚闘争における日本共産党の追放と、新左翼の本格的な受け入れにつながったといわれる[24]。
- 羽田事件後、数年間にわたり事件発生日に各地で周年デモが行われた。1971年10月8日に京都市内で行われた「羽田闘争四周年デモ」の後には、デモ帰りの学生らによるものとされる派出所への放火が続出。翌9日にかけて伏見警察署桃山北派出所など5か所が襲撃を受けた[25]。

## 関連項目

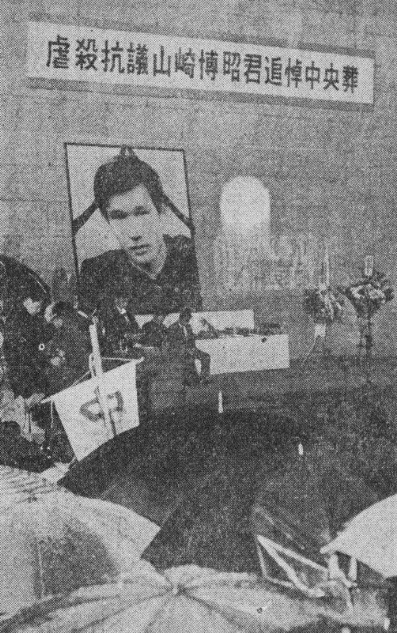
1967年10月17日に山崎博昭の追悼集会が日比谷野外音楽堂で開かれた。